# 52-я гвардейская стрелковая дивизия
52-я гвардейская стрелковая Рижско-Берлинская орденов Ленина, Суворова и Кутузова дивизия— воинское соединение Красной армии участвовавшее в Великой Отечественной войне.

## История

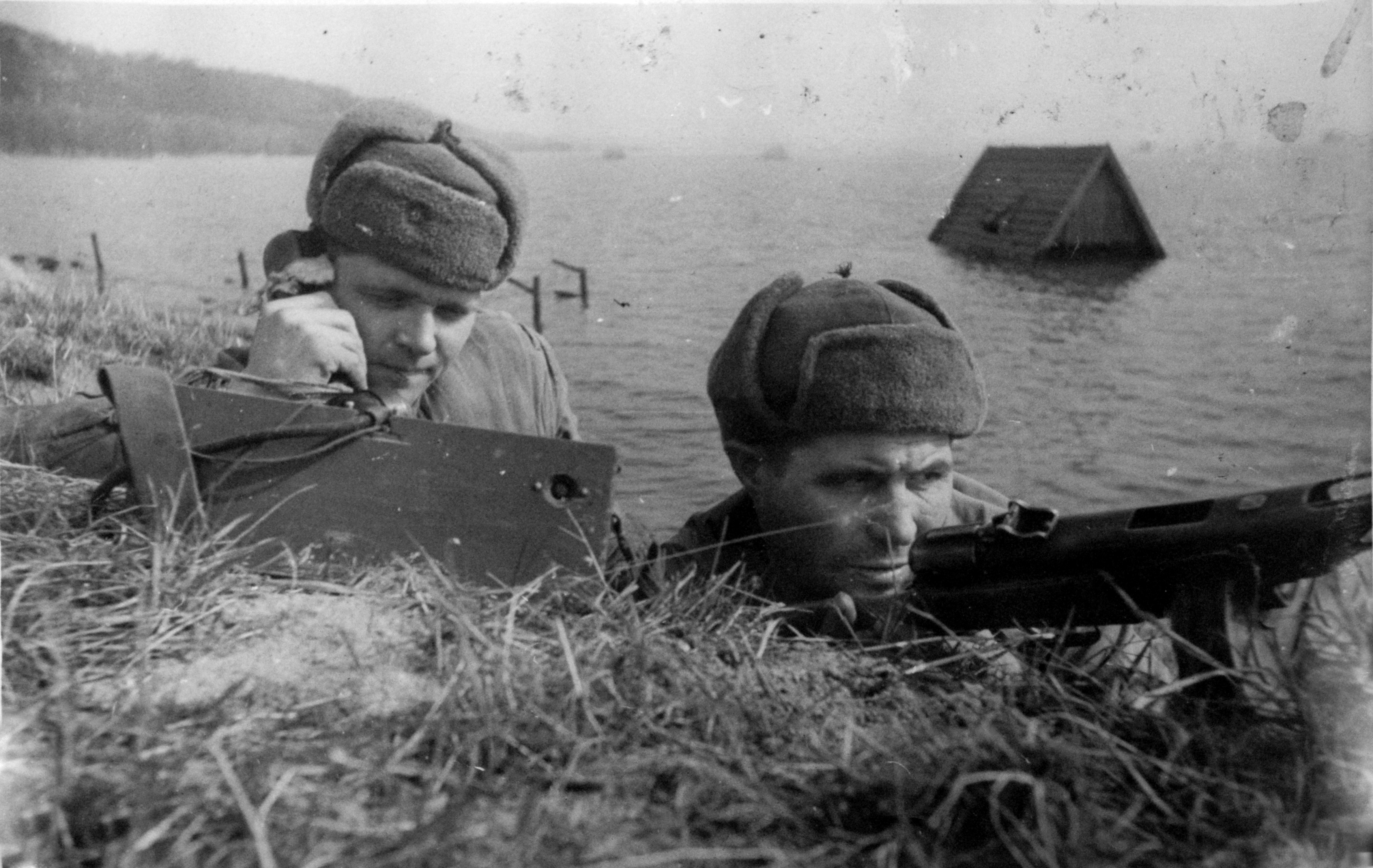
Одними из первых под жестоким огнем врага переправились на западный берег р. Одер связисты 52-й гвардейской стрелковой дивизии гвардии сержант П. И. Абраменков (впереди) и рядовой Е. Г. Пасечный. Проложив линию через реку, они наладили связь с командным пунктом. На снимке: связисты докладывают свои наблюдения за полем боя.

- Одними из первых под жестоким огнем врага переправились на западный берег р. Одер связисты 52-й гвардейской стрелковой дивизии гвардии сержант П. И. Абраменков (впереди) и рядовой Е. Г. Пасечный. Проложив линию через реку, они наладили связь с командным пунктом. На снимке: связисты докладывают свои наблюдения за полем боя.Ведёт свою историю от моторизованной дивизии войск НКВД. Сформирована в Воронеже ноябре 1941 года на базе погранчастей Юго-Западного фронта, выходивших из окружения под Киевом: 91, 92, 94, 98-го погранотрядов, 6, 16, 28-го мотострелковых полков оперативных войск НКВД.
- С 27 января 1942 года — 8-я мотострелковая дивизия внутренних войск НКВД СССР
- 25 июня 1942 года переформирована в 63-ю стрелковую дивизию 1-го формирования.
- 27.11.1942 г. преобразована в 52-ю гвардейскую стрелковую дивизию.
- 26 января 1943 г. части 52-й гв. сд (21-я армия) в результате штурма овладели северо-западными скатами Мамаева кургана и соединились с воинами 13-й гвардейской стрелковой дивизии генерала А. И. Родимцева (62-я армия).
- В составе 21-й армии (впоследствии 6-й гвардейской армии) 52 гв. сд участвовала в боях на донбасском направлении в ходе операции «Скачок».
- Курская битва для личного состава 52-й началась немного раньше, чем для остальных соединений армии. В 16.00 4 июля после авиационной и артиллерийской подготовки до пяти немецких полков с танками атаковали позиции соседней 67-й стрелковой дивизии и 153-го полка 52-й гвардейской сд.
- 16 июля 6-я гвардейская армия нанесла контрудар вдоль шоссе Обоянь — Белгород, в котором приняла участие 52-я гвардейская стрелковая дивизия. Войска армии достигли тех рубежей, на которых встретили удары врага 5 июля. Развивая успех, дивизия к 23 июля вышла на рубеж южнее Быковки. На следующий день она была выведена во второй эшелон армии. За победу на Курской дуге дивизия удостоилась ордена Ленина.
- В составе 6-й гвардейской армии дивизия прибыла на 2-й Прибалтийский фронт, сосредоточилась в районе Невеля (тогда Калининская область). Летом 1944 года была передана 1-й ударной армии.
- Приняла участие в Псковско-Островской операции, за отличие в боях при освобождении г. Остров была награждена орденом Суворова II степени.
- В Рижской наступательной операции наступала на Ригу с плацдарма на р. Маза-Югла и к вечеру 11 октября достигла восточной окраины Риги, а на следующий день уже вела бои на берегу Западной Двины. 13 октября части дивизии форсировали реку, прочно закрепились на плацдарме. Комбинированный удар соединений 3-го Прибалтийского и 1-го Прибалтийского фронтов решил судьбу Риги. Дивизия получила почётное наименование «Рижской»
- В январе-марте 1945 участвовала в Варшавско-Познанской и Восточно-Померанской наступательных операциях. За высокое боевое мастерство, доблесть и мужество, проявленные личным составом в Восточно-Померанской операции, 26 апреля 1945 была награждена орденом Кутузова 2-й степени.
- Боевой путь дивизия завершила в Берлинской наступательной операции, в ходе которой овладела гг. Лечин, Бацлов и другими населёнными пунктами. 22 апреля 1945 года она вместе с другими соединениями вступила в г. Берлин и до 2 мая вела упорные уличные бои с гитлеровцами.
- С 22 апреля по 2 мая 52-я гвардейская стрелковая дивизия с упорными боями прошла свыше 20 км, заняла 120 кварталов и улиц Берлина. Только в течение 2 мая воины дивизии пленили свыше 7 тыс. гитлеровцев благодаря женщине - старшему лейтенанту, переводчице Зинаиде Степановой. 2 мая 1945 г., когда война практически завершалась победой Советских Вооруженных Сил, на участке 52-й гвардейской Рижской стрелковой дивизии враг оказывал яростное сопротивление. Обе воюющие стороны несли потери. В штаб дивизии пришёл немецкий гражданин, который возмущался бессмысленным кровопролитием и просил послать представителей дивизии, чтобы договориться с немецким командованием "о прекращении безумства". Рискуя, жизнью, переводчица З. П. Степанова добровольно вызвалась, поехать в штаб командования Берлинской группировки войск, чтобы убедить гитлеровцев в необходимости немедленного прекращения бессмысленного сопротивления. Проводить старшего лейтенанта Степанову вызвался радист штаба дивизии Семен Калмыков и офицер штаба. Много препятствий встретили советские парламентеры па своем пути. Только благодаря настойчивости и храбрости гвардии старший лейтенант Степанова проникла в подземный немецкий штаб и добилась встречи с эсэсовскими генералами. Вручив одному из них письменное требование командования своей дивизии, Степанова стала горячо убеждать его в необходимости дать указание о прекращении огня, но тот ответил отрицательно. Настойчивость разведчицы и здравый смысл победили. Эсэсовские главари пошли на капитуляцию. Так в результате личной храбрости и огромных усилий отважная разведчица добилась от командования Берлинской группы войск прекращения огня и добровольной сдачи в плен. В штаб 52-й гвардейской Рижской стрелковой дивизии старший лейтенант Степанова, наши парламентеры привезли целую группу сдавшихся немецких генералов и 10 офицеров. За проявленное боевое мужество и успешное наступление на Берлин получила почётное наименование «Берлинской»[1]

## Награды и наименования
- 27 ноября 1942 года — Почетное звание «Гвардейская» — присвоено приказом Народного Комиссара Обороны СССР за проявленную отвагу в боях с немецкими захватчиками в Сталинградской битве, за стойкость, мужество, дисциплину и организованность, за героизм личного состава.
- 19 июня 1943 года —  Орден Ленина — награждена указом Президиума Верховного Совета СССР от 19 июня 1943 года за образцовое выполнение боевых заданий командования на фронте борьбы с немецкими захватчиками и проявленные при этом доблесть и мужество.[2]
- 9 августа 1944 года —  Орден Суворова II степени — награждена указом Президиума Верховного Совета СССР от 9 августа 1944 года за образцовое выполнение заданий командования в боях с немецкими захватчиками, за овладение городом Остров и проявленные при этом доблесть и мужество.[3]
- 31 октября 1944 года — почётное наименование «Рижская» — присвоено приказом Верховного Главнокомандующего № 0353 от 31 октября 1944 года за отличие в боях за освобождение Риги.
- 26 апреля 1945 —  орден Кутузова II степени — награждена указом Президиума Верховного Совета СССР от 26 апреля 1945 года за образцовое выполнение заданий командования в боях с немецкими захватчиками при овладении городами Бельгард, Трептов, Грайфенберг, Каммин, Гюльцов,Плате и проявленные при этом доблесть и мужество.[4]
- 11 июня 1945 года — почётное наименование «Берлинская» — присвоено приказом Верховного Главнокомандующего № 0111 от 11 июня 1945 года за отличие в боях при овладении городом Берлином.

Награды частей дивизии:
- 151 гвардейский стрелковый ордена Богдана Хмельницкого[5] полк
- 153 гвардейский стрелковый ордена Суворова[5] полк
- 155 гвардейский стрелковый Померанский[6] полк
- 124 гвардейский артиллерийский ордена Богдана Хмельницкого[5] полк

## Командование дивизии и частей
- Козин, Нестор Дмитриевич (26.06.1942 — 21.01.1943), полковник, с 23.01.1943 генерал-майор;
- Некрасов, Иван Михайлович (09.05.1943 — 17.11.1943), полковник, с 15.09.43 генерал-майор;
- Колчигин, Богдан Константинович (25.11.1943 — 25.12.1943), генерал-майор;
- Симонов, Николай Васильевич (26.12.1943 — 23.09.1944), полковник;
- Козин, Нестор Дмитриевич (24.09.1944 — 11.1945), генерал-майор.
- 151-й гв. сп:
  - Журавлёв Фёдор Трофимович (по 27.10.1942)
  - Пантюхов Гавриил Григорьевич (31.10.1942 — 06.02.1943)
  - Юдич Иван Фёдорович (06.02.1943 — 16.07.1943), ранен
  - Лагунов Виктор Иванович (16.07.1943 — 04.09.1943)
  - Юдич Иван Фёдорович (с 04.09.1943) (?)
  - Юдич Иван Фёдорович (13.06.1943 — 15.10.1945) (?)
  - Тараненко Андрей Данилович (15.10.1945 — 05.04.1946)
- 153-й гв. сп:
  - Московский Пётр Григорьевич (18.06.1943 — 07.08.1943)
  - Цыбульников Дмитрий Васильевич (07.08.1943 — 01.10.1943)
  - Терехов Иван Кондратьевич (06.10.1943 — 30.10.1943)
  - Негодяев Александр Александрович (10.08.1943 — 23.12.1943), отстранён
  - Никишин Михаил Иванович (23.12.1943 — 22.01.1944), погиб 22.01.1944
  - Сорочинский Михаил Афанасьевич (15.03.1944 — 17.08.1944)
  - Корюкин Николай Сергеевич (с 08.08.1944)
- 155 гв. сп:
  - Закревский Яков Семёнович (по 03.08.1942), погиб 03.08.1942 (?)
  - Юдич Иван Фёдорович (с 23.11.1942)
  - Чистяков Александр Александрович (13.05.1943 — 10.04.1944)
  - Пантюхов Гавриил Григорьевич (13.06.1943 — 23.05.1943)
  - Турянский Константин Николаевич (26.01.1944 — 08.04.1944)
  - Сампетов Георгий Лаврентьевич (08.04.1944 — 13.05.1944)
  - Романов Яков Иванович (31.12.1944 — 21.03.1945)
  - Козорез Василий Романович (22.03.1945 — 05.04.1946)

## Состав
( на 1 мая 1945 года)
- 151 гвардейский стрелковый полк
- 153 гвардейский стрелковый полк
- 155 гвардейский стрелковый полк
- 124 гвардейский артиллерийский полк
- 57 отдельный гвардейский истребительно-противотанковый дивизион,
- 70 отдельная гвардейская зенитная артиллерийская батарея (до 20.4.43 г.),
- 56 отдельная гвардейская разведывательная рота,
- 61 отдельный гвардейский сапёрный батальон ,
- 82 отдельный гвардейский батальон связи,
- 562 (60) медико-санитарный батальон,
- 58 отдельная гвардейская рота химической защиты,
- 617 (54) автотранспортная рота,
- 640 (59) полевая хлебопекарня,
- 646 (53) дивизионный ветеринарный лазарет,
- 590 полевая почтовая станция,
- 1766 полевая касса Госбанка.

Периоды вхождения в состав Действующей армии:
- 27 ноября 1942 года — 4 февраля 1943 года;
- 24 февраля 1943 года — 30 сентября 1943 года;
- 15 октября 1943 года — 14 декабря 1944 года;
- 31 декабря 1944 года — 9 мая 1945 года.

Перечень № 5 Стрелковых, горнострелковых, мотострелковых и моторизованных дивизий, входивших в состав действующей армии в годы Великой Отечественной войны 1941—1945 гг. / А. П. Покровский. — М.: Министерство обороны, 1956. — 218 с.

## Подчинение
Входила в состав 21-й (с апреля 1943 — 6-я гвардейская), 3-й Ударной (февраль — март 1944 и ноябрь 1944 — май 1945) и 1-й Ударной (апрель — октябрь 1944) армий.

## Отличившиеся воины дивизии
За время войны несколько тысяч воинов дивизии были награждены орденами и медалями, а 7 человек удостоены звания Героя Советского Союза.
 Герои Советского Союза:
- Биганенко, Никифор Ильич, командир 124-го гвардейского артиллерийского полка, гвардии подполковник.
- Гриб, Андрей Андреевич, командир батареи 124-го гвардейского артиллерийского полка, гвардии капитан.
- Козин, Нестор Дмитриевич, командир дивизии, гвардии генерал-майор.
- Пархоменко, Николай Кириллович, гвардии младший сержант, командир орудия батареи 124-го гвардейского артиллерийского полка.
- Савельев, Иван Антонович, командир отделения 155-го гвардейского стрелкового полка, гвардии младший сержант.
- Смирнов, Вячеслав Васильевич, гвардии сержант, пулемётчик 153-го гвардейского стрелкового полка.
- Терезов, Евгений Матвеевич, гвардии капитан, командир дивизиона 124-го гвардейского артиллерийского полка.

 Кавалеры ордена Славы трёх степеней:
- Булгаков, Сергей Никифорович, гвардии старший сержант, командир отделения 61 отдельного гвардейского сапёрного батальона. Погиб в бою 24 ноября 1944 года.
- Гусейнов, Али Наджафи, гвардии старший сержант, командир орудия 124-го гвардейского артиллерийского полка.
- Дремлюга, Михаил Захарович, гвардии сержант, командир орудийного расчёта 124 гвардейского артиллерийского полка.
- Комарицин, Дмитрий Алексеевич, гвардии старший сержант, командир отделения 56 отдельной гвардейской разведывательной роты.
- Король, Григорий Яковлевич, гвардии старший сержант, командир огневого взвода 124 гвардейского артиллерийского полка.
- Прокопьев, Герман Терентьевич, гвардии сержант, наводчик 124 гвардейского артиллерийского полка.
- Ситников, Пётр Игнатьевич, гвардии ефрейтор, наводчик орудия 124 гвардейского артиллерийского полка.
- Шиндановин, Николай Епифанович, гвардии сержант, разведчик-автоматчик 56 отдельной гвардейской разведывательной роты.